# 加菲貓：玩轉大世界
《加菲貓：玩轉大世界》（英語：Garfield Gets Real），是一部2007年美國電腦動畫片。

## 外部連結
- 官方网站
- 互联网电影数据库（IMDb）上《加菲貓：玩轉大世界》的资料（英文）